# 4353 Онідзакі
4353 Онідзакі (4353 Onizaki) — астероїд головного поясу, відкритий 25 листопада 1989 року.
Тіссеранів параметр щодо Юпітера — 3,537.
Названо на честь Онідзакі (яп. おにざき(鬼崎) онідзакі)